# Ostrov u Jedomělic
Ostrov u Jedomělic este o arie protejată (arie specială de conservare — SAC, sit de importanță comunitară — SCI) din Republica Cehă întinsă pe o suprafață de 11,99 ha, integral pe uscat.

## Localizare
Centrul sitului Ostrov u Jedomělic este situat la coordonatele 50°13′17″N 13°56′08″E / 50.221389°N 13.935556°E.

## Înființare
Situl Ostrov u Jedomělic a fost declarat sit de importanță comunitară în mai 2016 pentru a proteja 1 specie de plante. Situl a fost protejat și ca arie specială de conservare în noiembrie 2020.

## Biodiversitate
Situată în ecoregiunea continentală, aria protejată nu include niciun habitat protejat.
La baza desemnării sitului se află o specie protejată de  plante: papucul doamnei (Cypripedium calceolus).